# Crotaphopeltis tornieri
Crotaphopeltis tornieri är en ormart som beskrevs av Werner 1908. Crotaphopeltis tornieri ingår i släktet Crotaphopeltis och familjen snokar. Inga underarter finns listade i Catalogue of Life.
Arten förekommer med flera från varandra skilda populationer i Tanzania. Den lever i kulliga områden och i bergstrakter mellan 200 och 1900 meter över havet. Habitatet utgörs av fuktiga skogar. Crotaphopeltis tornieri vistas ofta nära skogens kant men den besöker inte intilliggande odlingsmark.
Individerna är nattaktiva och de vistas på marken. Arten gömmer sig vid trädstammar som ligger på marken eller i lövskiktet. Honor lägger sina ägg ibland på samma ställe. För en hona dokumenterades 9 ägg men ansamlingar med upp till 78 är kända.
Skogsavverkningar utgör ett hot mot beståndet. Det gäller främst för området kring Mount Rungwe. Allmänt är arten inte sällsynt. Den listas av IUCN som livskraftig (LC).